# Campionati europei di atletica leggera indoor 1988 - Getto del peso femminile
La gara del Getto del peso si è tenuta il 6 marzo 1988 presso lo Sportcsarnok di Budapest.

## Risultati

### Finale
| Record mondiale       | Helena Fibingerova | 22,50 m | Jablonec nad Nisou | 19 febbraio 1977 |
| Record dei Campionati | Helena Fibingerova | 21,46 m | San Sebastián      | 13 marzo 1977    |
| Capolista stagionale  | Kathrin Neimke     | 20,94 m | Senftenberg        | 5 febbraio 1988  |

Domenica 6 marzo 1988.
| Pos     | Atleta             | Nazionalità      | 1ª prova | 2ª prova | 3ª prova | 4ª prova | 5ª prova | 6ª prova | Risultato |
| ------- | ------------------ | ---------------- | -------- | -------- | -------- | -------- | -------- | -------- | --------- |
| Oro     | Claudia Losch      | Germania Ovest   | -        | -        | -        | -        | -        | -        | 20,39 m   |
| Argento | Larisa Peleshenko  | Unione Sovietica | -        | -        | -        | -        | -        | -        | 20,23 m   |
| Bronzo  | Kathrin Neimke     | Germania Est     | -        | -        | -        | -        | -        | -        | 20,20 m   |
| 4       | Svetla Mitkova     | Bulgaria         | -        | -        | -        | -        | -        | -        | 20,07 m   |
| 5       | Soňa Vašíčková     | Cecoslovacchia   | -        | -        | -        | -        | -        | -        | 19,99 m   |
| 6       | Alena Vitoulová    | Cecoslovacchia   | -        | -        | -        | -        | -        | -        | 18,41 m   |
| 7       | Victoria Szelinger | Ungheria         | -        | -        | -        | -        | -        | -        | 18,38 m   |
| 8       | Asta Hovi          | Finlandia        | -        | -        | -        | -        | -        | -        | 17,40 m   |
| 9       | Margarita Ramos    | Spagna           | -        | -        | -        |          |          |          | 15,42 m   |

### Classifica finale
Domenica 6 marzo 1988
| Pos.    | Atleta             | Età | Nazione          | Misura  | Note                          |
| ------- | ------------------ | --- | ---------------- | ------- | ----------------------------- |
| Oro     | Claudia Losch      | 28  | Germania Ovest   | 20,39 m |                               |
| Argento | Larisa Peleshenko  | 24  | Unione Sovietica | 20,23 m |                               |
| Bronzo  | Kathrin Neimke     | 21  | Germania Est     | 20,20 m |                               |
| 4       | Svetla Mitkova     | 23  | Bulgaria         | 20,07 m | Miglior prestazione personale |
| 5       | Soňa Vašíčková     | 25  | Cecoslovacchia   | 19,99 m |                               |
| 6       | Alena Vitoulová    | 27  | Cecoslovacchia   | 18,41 m |                               |
| 7       | Victoria Szelinger | 31  | Ungheria         | 18,38 m |                               |
| 8       | Asta Hovi          | 24  | Finlandia        | 17,40 m | Miglior prestazione personale |
| 9       | Margarita Ramos    | 21  | Spagna           | 15,42 m |                               |